# Republican City
Republican City é uma vila localizada no estado americano de Nebraska, no Condado de Harlan.

## Demografia
Segundo o censo americano de 2000, a sua população era de 209 habitantes.
Em 2006, foi estimada uma população de 187, um decréscimo de 22 (-10.5%).

## Geografia
De acordo com o United States Census Bureau, a localidade tem uma área de 0,9 km², sem área coberta por água. Republican City localiza-se a aproximadamente 618 m acima do nível do mar.

## Localidades na vizinhança
O diagrama seguinte representa as localidades num raio de 20 km ao redor de Republican City.